# Valdshults distrikt
Valdshults distrikt är ett distrikt i Gislaveds kommun och Jönköpings län. Distriktet ligger omkring Norra Valdshult i västra Småland.

## Tidigare administrativ tillhörighet
Distriktet inrättades 2016 och utgörs av socknen Valdshult i Gislaveds kommun.
Området motsvarar den omfattning Valdshults församling hade vid årsskiftet 1999/2000.

## Tätorter och småorter
I Valdshults distrikt finns inga tätorter eller småorter.